# St. Elizabeth (Misuri)
St. Elizabeth es una villa ubicada en el condado de Miller en el estado estadounidense de Misuri. En el Censo de 2010 tenía una población de 336 habitantes y una densidad poblacional de 127,44 personas por km².

## Geografía
St. Elizabeth se encuentra ubicada en las coordenadas 38°15′21″N 92°16′00″O / 38.25583, -92.26667. Según la Oficina del Censo de los Estados Unidos, St. Elizabeth tiene una superficie total de 2.64 km², de la cual 2.64 km² corresponden a tierra firme y (0%) 0 km² es agua.

## Demografía
Según el censo de 2010, había 336 personas residiendo en St. Elizabeth. La densidad de población era de 127,44 hab./km². De los 336 habitantes, St. Elizabeth estaba compuesto por el 99.11% blancos, el 0% eran afroamericanos, el 0% eran amerindios, el 0% eran asiáticos, el 0% eran isleños del Pacífico, el 0% eran de otras razas y el 0.89% pertenecían a dos o más razas. Del total de la población el 1.79% eran hispanos o latinos de cualquier raza.